# Attia Hamouda
Attia Mohammed Hamouda (né en 1914 au Caire et mort en 1992) est un haltérophile égyptien. Il participe Jeux olympiques d'été de 1948 où il remporte la médaille d'argent dans la catégorie des poids légers, battu en finale par son compatriote Ibrahim Shams.

## Palmarès

### Jeux olympiques
- Jeux olympiques de 1948 à Londres
  -  Médaille d'argent en moins de 67,5 kg

### Championnats du monde
- 1938 à Vienne
  -  Médaille d'argent en moins de 67,5 kg
- 1950 à Paris
  -  Médaille d'argent en moins de 67,5 kg